# Turn- und Sportverein Bayer 04 Leverkusen 1986-1987
Questa voce raccoglie le informazioni riguardanti il Turn- und Sportverein Bayer 04 Leverkusen nelle competizioni ufficiali della stagione 1986-1987.

## Stagione
Nella stagione 1986-1987 il Bayer Leverkusen, allenato da Erich Ribbeck, concluse il campionato di Bundesliga al 6º posto. In Coppa di Germania il Bayer Leverkusen fu eliminato al secondo turno dal Fortuna Düsseldorf. In Coppa UEFA il Bayer Leverkusen fu eliminato al secondo turno dal Dukla Praga.

## Maglie e sponsor
Lo sponsor che compare sulle maglie della società è il simpbolo della società farmaceutica tedesca Bayer proprietaria del team. Lo sponsor tecnico è il marchio tedesco Adidas.
| Casa | Trasferta |

## Rosa
| N. |                     | Ruolo | Calciatore            |
| -- | ------------------- | ----- | --------------------- |
| 1  | Germania (bandiera) | P     | Rüdiger Vollborn      |
|    | Germania (bandiera) | P     | Bernd Dreher          |
|    | Germania (bandiera) | P     | Andreas Nagel         |
|    | Germania (bandiera) | D     | Jean-Pierre de Keyser |
|    | Germania (bandiera) | D     | Thomas Hörster        |
|    | Germania (bandiera) | D     | Alois Reinhardt       |
|    | Germania (bandiera) | D     | Peter Zanter          |
|    | Germania (bandiera) | D     | Thomas Zechel         |
|    | Germania (bandiera) | C     | Günter Drews          |
|    | Germania (bandiera) | C     | Falko Götz            |
|    | Grecia (bandiera)   | C     | Mīnas Chatzidīs       |

| N. |                          | Ruolo | Calciatore           |
| -- | ------------------------ | ----- | -------------------- |
|    | Germania (bandiera)      | C     | Christian Hausmann   |
|    | Germania (bandiera)      | C     | Florian Hinterberger |
|    | Germania (bandiera)      | C     | Jürgen Luginger      |
|    | Germania (bandiera)      | C     | Werner Malischke     |
|    | Germania (bandiera)      | C     | Dirk Rehbein         |
|    | Germania (bandiera)      | C     | Knut Reinhardt       |
|    | Germania (bandiera)      | C     | Wolfgang Rolff       |
|    | Corea del Sud (bandiera) | A     | Cha Bum-kun          |
|    | Germania (bandiera)      | A     | Stefan Kohn          |
|    | Germania (bandiera)      | A     | Christian Schreier   |
|    | Germania (bandiera)      | A     | Herbert Waas         |

## Organigramma societario
Area tecnica
- Allenatore: Erich Ribbeck
- Allenatore in seconda:
- Preparatore dei portieri:
- Preparatori atletici:

## Calciomercato

### Sessione estiva
| Acquisti | Acquisti        | Acquisti          | Acquisti |
| R.       | Nome            | da                | Modalità |
| -------- | --------------- | ----------------- | -------- |
| A        | Stefan Kohn     | Arminia Bielefeld |          |
| C        | Jürgen Luginger | Monaco 1860       |          |
| C        | Wolfgang Rolff  | Amburgo           |          |

| Cessioni | Cessioni         | Cessioni           | Cessioni |
| R.       | Nome             | a                  | Modalità |
| -------- | ---------------- | ------------------ | -------- |
| C        | Wolfgang Patzke  | Schalke 04         |          |
| D        | Dieter Bast      | Rot-Weiss Essen    |          |
| D        | Dirk Hielscher   | Fortuna Colonia    |          |
| C        | Jürgen Röber     | Rot-Weiss Essen    |          |
| D        | Rudolf Wójtowicz | Fortuna Düsseldorf |          |

### Sessione invernale
| Acquisti | Acquisti | Acquisti | Acquisti |
| R.       | Nome     | da       | Modalità |
| -------- | -------- | -------- | -------- |

| Cessioni | Cessioni | Cessioni | Cessioni |
| R.       | Nome     | a        | Modalità |
| -------- | -------- | -------- | -------- |

## Risultati

### Bundesliga

#### Girone di andata
| Arbitro: | Wittke |

|                                       |           |                         |
| Schreier 16’ Patzke 64’, 78’ Waas 82’ | Marcatori | 11’ Dierßen 88’ Bistram |

| Dortmund 15 agosto 1986, ore 20:00 CEST 2ª giornata | Borussia Dortmund | 0 – 0 referto | Bayer Leverkusen | Westfalenstadion (32 500 spett.)\| Arbitro: \| Scheuerer \| |
| Arbitro:                                            | Scheuerer         |               |                  |                                                             |

| Arbitro: | Boos |

|                                                         |           |  |
| Hinterberger 17’ Cha 43’ Götz 58’ Schreier 70’ Waas 84’ | Marcatori |  |

| Arbitro: | Pauly |

|                   |           |                                                 |
| Engels 57’ (rig.) | Marcatori | 33’ Rolff 39’ Waas 47’ Götz 90’ (rig.) Schreier |

| Arbitro: | Heitmann |

|                    |           |  |
| Waas 51’ Rolff 88’ | Marcatori |  |

| Arbitro: | Neuner |

|                            |           |         |
| von Heesen 61’ Dittmer 79’ | Marcatori | 11’ Cha |

| Arbitro: | Amerell |

|         |           |  |
| Cha 76’ | Marcatori |  |

| Arbitro: | Brehm |

|                      |           |                     |
| Thiele 18’ Bruns 33’ | Marcatori | 58’ (aut.) Winkhold |

| Arbitro: | Theobald |

|                                           |           |                |
| Cha 32’ Schreier 38’ Waas 63’ (rig.), 72’ | Marcatori | 44’ Ordenewitz |

| Arbitro: | Matheis |

|                       |           |                     |
| Woelk 17’ Leifeld 33’ | Marcatori | 46’ (rig.) Schreier |

| Arbitro: | Föckler |

|               |           |  |
| Waas 61’, 86’ | Marcatori |  |

| Arbitro: | Wiesel |

|  |           |                            |
|  | Marcatori | 13’, 87’ Götz 79’ Hausmann |

| Arbitro: | Jupe |

|  |           |             |
|  | Marcatori | 4’ Schreier |

| Leverkusen 14 novembre 1986, ore 19:30 CET 14ª giornata | Bayer Leverkusen | 0 – 0 referto | Waldhof Mannheim | Ulrich-Haberland-Stadion (11 000 spett.)\| Arbitro: \| Umbach \| |
| Arbitro:                                                | Umbach           |               |                  |                                                                  |

| Arbitro: | Barnick |

|             |           |              |
| Freiler 69’ | Marcatori | 7’, 15’ Waas |

| Arbitro: | Dellwing |

|              |           |                                                  |
| Schreier 43’ | Marcatori | 27’, 70’ Funkel 49’ (aut.) Hausmann 67’ Witeczek |

| Arbitro: | Osmers |

|              |           |  |
| Allgöwer 59’ | Marcatori |  |

#### Girone di ritorno
| Arbitro: | Schmidhuber |

|             |           |                             |
| Wegmann 53’ | Marcatori | 55’ Cha 68’ (rig.) Schreier |

| Arbitro: | Pauly |

|                                   |           |                      |
| Götz 49’ Schreier 68’ (rig.), 86’ | Marcatori | 36’ (rig.), 73’ Zorc |

| Arbitro: | Neuner |

|                       |           |                                  |
| Kaiser 38’ Thomas 66’ | Marcatori | 4’, 28’ (rig.) Schreier 84’ Kohn |

| Arbitro: | Brückner |

|  |           |          |
|  | Marcatori | 68’ Bein |

| Arbitro: | Gabor |

|              |           |          |
| Eckstein 29’ | Marcatori | 40’ Waas |

| Arbitro: | Werner |

|  |           |            |
|  | Marcatori | 51’ Jusufi |

| Arbitro: | Boos |

|          |           |          |
| Roos 48’ | Marcatori | 30’ Waas |

| Arbitro: | Brehm |

|  |           |                          |
|  | Marcatori | 32’ Herlovsen 55’ Thiele |

| Arbitro: | Scheuerer |

|              |           |  |
| Bratseth 68’ | Marcatori |  |

| Arbitro: | Puchalski |

|                   |           |             |
| Cha 60’ Drews 68’ | Marcatori | 57’ Fischer |

| Arbitro: | Mierswa |

|                 |           |  |
| Falkenmayer 14’ | Marcatori |  |

| Leverkusen 16 maggio 1987, ore 15:30 CEST 29ª giornata | Bayer Leverkusen | 0 – 0 referto | Bayern Monaco | Ulrich-Haberland-Stadion (21 000 spett.)\| Arbitro: \| Theobald \| |
| Arbitro:                                               | Theobald         |               |               |                                                                    |

| Arbitro: | Jupe |

|               |           |                 |
| Waas 56’, 60’ | Marcatori | 9’, 68’ Schüler |

| Arbitro: | Werner |

|                       |           |               |
| Sebert 26’ Kohler 83’ | Marcatori | 90’ Chatzidīs |

| Arbitro: | Wittke |

|                                            |           |                           |
| Schreier 10’ Waas 49’ Hörster 50’ Götz 89’ | Marcatori | 54’ Stickroth 65’ Freiler |

| Arbitro: | Schäfer |

|            |           |               |
| Bommer 73’ | Marcatori | 32’ Reinhardt |

| Arbitro: | Dellwing |

|                                                 |           |               |
| Reinhardt 26’, 80’ Schreier 56’ (rig.) Kohn 82’ | Marcatori | 38’ Klinsmann |

### Coppa di Germania
| Arbitro: | Bruch |

|                                                              |           |  |
| Götz 12’ Schreier 21’ Cha 58’ Waas 68’, 82’ (rig.) Rolff 74’ | Marcatori |  |

| Arbitro: | Schmidhuber |

|                        |           |         |
| Dusend 40’ Preetz 104’ | Marcatori | 9’ Waas |

### Coppa UEFA
| Arbitro: | Savchenko |

|             |           |                                          |
| Nilsson 67’ | Marcatori | 8’, 19’ (rig.) Schreier 60’ Cha 62’ Götz |

| Arbitro: | Bridges |

|                             |           |  |
| Drews 62’ Rolff 64’ Cha 90’ | Marcatori |  |

| Praga 22 ottobre 1986 Secondo turno | Dukla Praga | 0 – 0 referto | Bayer Leverkusen | Stadion Juliska (8 500 spett.)\| Arbitro: \| Gächter \| |
| Arbitro:                            | Gächter     |               |                  |                                                         |

| Arbitro: | Hutak |

|          |           |            |
| Götz 17’ | Marcatori | 79’ Vaďura |

## Statistiche

### Statistiche di squadra
| Competizione      | Punti | In casa | In casa | In casa | In casa | In casa | In casa | In trasferta | In trasferta | In trasferta | In trasferta | In trasferta | In trasferta | Totale | Totale | Totale | Totale | Totale | Totale | DR  |
| Competizione      | Punti | G       | V       | N       | P       | Gf      | Gs      | G            | V            | N            | P            | Gf           | Gs           | G      | V      | N      | P      | Gf     | Gs     | DR  |
| ----------------- | ----- | ------- | ------- | ------- | ------- | ------- | ------- | ------------ | ------------ | ------------ | ------------ | ------------ | ------------ | ------ | ------ | ------ | ------ | ------ | ------ | --- |
| Bundesliga        | 39    | 17      | 10      | 3       | 4       | 34      | 19      | 17           | 6            | 4            | 7            | 22           | 19           | 34     | 16     | 7      | 11     | 56     | 38     | +18 |
| Coppa di Germania | -     | 1       | 1       | 0       | 0       | 6       | 0       | 1            | 0            | 0            | 1            | 1            | 2            | 2      | 1      | 0      | 1      | 7      | 2      | +5  |
| Coppa UEFA        | -     | 2       | 1       | 1       | 0       | 4       | 1       | 2            | 1            | 1            | 0            | 4            | 1            | 4      | 2      | 2      | 0      | 8      | 2      | +6  |
| Totale            | 39    | 20      | 12      | 4       | 4       | 44      | 20      | 20           | 7            | 5            | 8            | 27           | 22           | 40     | 19     | 9      | 12     | 71     | 42     | +29 |

### Andamento in campionato
| Giornata  | 1 | 2 | 3 | 4 | 5 | 6 | 7 | 8 | 9 | 10 | 11 | 12 | 13 | 14 | 15 | 16 | 17 | 18 | 19 | 20 | 21 | 22 | 23 | 24 | 25 | 26 | 27 | 28 | 29 | 30 | 31 | 32 | 33 | 34 |
| --------- | - | - | - | - | - | - | - | - | - | -- | -- | -- | -- | -- | -- | -- | -- | -- | -- | -- | -- | -- | -- | -- | -- | -- | -- | -- | -- | -- | -- | -- | -- | -- |
| Luogo     | C | T | C | T | C | T | C | T | C | T  | C  | T  | T  | C  | T  | C  | T  | T  | C  | T  | C  | T  | C  | T  | C  | T  | C  | T  | C  | C  | T  | C  | T  | C  |
| Risultato | V | N | V | V | V | P | V | P | V | P  | V  | V  | V  | N  | V  | P  | P  | V  | V  | V  | P  | N  | P  | N  | P  | P  | V  | P  | N  | N  | P  | V  | N  | V  |
| Posizione | 5 | 7 | 1 | 1 | 1 | 2 | 2 | 3 | 2 | 3  | 2  | 1  | 1  | 1  | 1  | 2  | 3  | 3  | 2  | 1  | 3  | 3  | 4  | 3  | 4  | 5  | 4  | 7  | 6  | 6  | 8  | 7  | 7  | 6  |

Legenda:

Luogo: C = Casa; T = Trasferta. Risultato: V = Vittoria; N = Pareggio; P = Sconfitta.

### Statistiche dei giocatori
| Giocatore       | Bundesliga | Bundesliga | Bundesliga  | Bundesliga | Coppa di Germania | Coppa di Germania | Coppa di Germania | Coppa di Germania | Coppa UEFA | Coppa UEFA | Coppa UEFA  | Coppa UEFA | Totale   | Totale | Totale      | Totale     |
| Giocatore       | Presenze   | Reti       | Ammonizioni | Espulsioni | Presenze          | Reti              | Ammonizioni       | Espulsioni        | Presenze   | Reti       | Ammonizioni | Espulsioni | Presenze | Reti   | Ammonizioni | Espulsioni |
| --------------- | ---------- | ---------- | ----------- | ---------- | ----------------- | ----------------- | ----------------- | ----------------- | ---------- | ---------- | ----------- | ---------- | -------- | ------ | ----------- | ---------- |
| B. Cha          | 33         | 6          | 0           | 0          | 2                 | 1                 | 0                 | 0                 | 3          | 2          | 0           | 0          | 38       | 9      | 0           | 0          |
| B. Dreher       | 5          | 0          | 0           | 0          | 0                 | 0                 | 0                 | 0                 | 0          | 0          | 0           | 0          | 5        | 0      | 0           | 0          |
| G. Drews        | 22         | 1          | 4           | 0          | 1                 | 0                 | 0                 | 0                 | 2          | 1          | 0           | 0          | 25       | 2      | 4           | 0          |
| F. Götz         | 32         | 6          | 3           | 0          | 2                 | 1                 | 0                 | 0                 | 3          | 2          | 0           | 0          | 37       | 9      | 3           | 0          |
| M. Chatzidīs    | 5          | 1          | 0           | 0          | 0                 | 0                 | 0                 | 0                 | 0          | 0          | 0           | 0          | 5        | 1      | 0           | 0          |
| C. Hausmann     | 30         | 1          | 5           | 0          | 2                 | 0                 | 0                 | 0                 | 3          | 0          | 0           | 0          | 35       | 1      | 5           | 0          |
| F. Hinterberger | 22         | 1          | 7           | 0          | 2                 | 0                 | 1                 | 0                 | 4          | 0          | 0           | 0          | 28       | 1      | 8           | 0          |
| T. Hörster      | 32         | 1          | 9           | 0          | 2                 | 0                 | 1                 | 0                 | 4          | 0          | 0           | 0          | 38       | 1      | 10          | 0          |
| S. Kohn         | 18         | 2          | 0           | 0          | 1                 | 0                 | 0                 | 0                 | 4          | 0          | 0           | 0          | 23       | 2      | 0           | 0          |
| J. Luginger     | 1          | 0          | 0           | 0          | 0                 | 0                 | 0                 | 0                 | 0          | 0          | 0           | 0          | 1        | 0      | 0           | 0          |
| W. Malischke    | 0          | 0          | 0           | 0          | 0                 | 0                 | 0                 | 0                 | 0          | 0          | 0           | 0          | 0        | 0      | 0           | 0          |
| A. Nagel        | 0          | 0          | 0           | 0          | 0                 | 0                 | 0                 | 0                 | 0          | 0          | 0           | 0          | 0        | 0      | 0           | 0          |
| W. Patzke       | 8          | 2          | 0           | 0          | 1                 | 0                 | 0                 | 0                 | 2          | 0          | 0           | 0          | 11       | 2      | 0           | 0          |
| D. Rehbein      | 1          | 0          | 0           | 0          | 0                 | 0                 | 0                 | 0                 | 0          | 0          | 0           | 0          | 1        | 0      | 0           | 0          |
| A. Reinhardt    | 32         | 0          | 1           | 0          | 2                 | 0                 | 0                 | 0                 | 4          | 0          | 0           | 0          | 38       | 0      | 1           | 0          |
| K. Reinhardt    | 5          | 3          | 1           | 1          | 0                 | 0                 | 0                 | 0                 | 0          | 0          | 0           | 0          | 5        | 3      | 1           | 1          |
| W. Rolff        | 34         | 2          | 1           | 0          | 2                 | 1                 | 0                 | 0                 | 4          | 1          | 0           | 0          | 40       | 4      | 1           | 0          |
| C. Schreier     | 33         | 14         | 6           | 0          | 2                 | 1                 | 0                 | 0                 | 4          | 2          | 0           | 0          | 39       | 17     | 6           | 0          |
| R. Vollborn     | 29         | 0          | 0           | 0          | 2                 | 0                 | 0                 | 0                 | 4          | 0          | 0           | 0          | 35       | 0      | 0           | 0          |
| H. Waas         | 33         | 15         | 1           | 0          | 2                 | 3                 | 0                 | 0                 | 4          | 0          | 0           | 0          | 39       | 18     | 1           | 0          |
| P. Zanter       | 21         | 0          | 3           | 0          | 1                 | 0                 | 0                 | 0                 | 4          | 0          | 0           | 0          | 26       | 0      | 3           | 0          |
| T. Zechel       | 20         | 0          | 4           | 1          | 1                 | 0                 | 0                 | 0                 | 1          | 0          | 0           | 0          | 22       | 0      | 4           | 1          |
| J. de Keyser    | 14         | 0          | 0           | 0          | 1                 | 0                 | 1                 | 0                 | 1          | 0          | 0           | 0          | 16       | 0      | 1           | 0          |